# 南京的真实
《南京的真实》（日语：南京の真実），又譯《南京真相》、《南京的真相》，是一部由日本右翼學者和政治人物組成的「電影《南京的真实》製作委員會」（映画「南京の真実」製作委員会）製作的否认南京大屠杀的紀錄片，由水島總擔任總指揮及導演，預定製作日語版及華語版，也預定放上網際網路。

## 制作意图
製作委員會主張，電影《南京》是「中國共產黨政府國際情報戰爭的一環」，南京大屠殺「是完全虚構的妄言」，所以想製作此紀錄片「打破被自虐史觀毒化的歷史認識」（自虐史観に毒された歴史認識を打破し）。
水島總訪問日軍退伍軍人，引用大批檔案資料，拍攝此紀錄片，強調南京大屠殺只是當年蔣介石政府捏造的文宣。水島總說：「我們不相信南京大屠殺確有其事。我們研讀這個議題超過十年，我們很確定沒有『血腥屠殺平民』、『性侵婦女』的事實發生。我們希望提出這些客觀的事實。」

## 歷史
2007年12月14日，製作委員會原本預定在東京都九段會館舉辦此紀錄片第1部的試映會，但由於拍攝進度落後而取消試映會，改辦「攝影完了報告大会」（撮影完了報告大会），邀請在南京攻略戰中從軍的日軍退伍軍人討論南京大屠殺。
2008年1月25日，製作委員會在東京都讀賣會館（よみうりホール）舉辦此紀錄片第1部〈七位死囚〉（七人の死刑囚）的發表記者會暨試映會，西村真悟、渡邊周、松原仁、赤池誠章、稻田朋美、中山成彬等8位日本右翼跨黨派國會議員出席此次記者會暨試映會。
2008年4月及8月，此紀錄片第1部在靖國神社遊就館上映。2008年4月14日，製作委員會舉辦此紀錄片給國會議員參加的試映會，16位日本跨黨派國會議員出席此次試映會。
製作委員會預定製作此紀錄片第2部〈反論、檢證篇〉（反論・検証編）及第3部〈支那事變與中國共產黨〉（支那事変と中国共産党）。2017年1月30日，製作委員會在東京都舉辦此紀錄片第3部試映會。第2部至今仍未完成。

## 争议
該紀錄片所呈現的證據中取材偏頗而備受來自日本與海外的批判，蒐集的檔案資料都是引用否認南京大屠殺的日本右翼人士所撰寫的書籍，而這些歷史文獻主要來自侵華日軍嚴苛新聞管制下所呈現的片面南京，不採用其他日本主流與各國有關南京大屠殺的檔案及研究資料。

## 演員
- 濱畑賢吉飾演松井石根
- 藤卷潤飾演東條英機
- 寺田農飾演廣田弘毅
- 山本昌平飾演板垣征四郎
- 渥美國泰飾演土肥原賢二
- 十貫寺梅軒飾演武藤章
- 久保明飾演木村兵太郎
- 三上寬飾演花山信勝
- 上村香子飾演松井文子（松井石根之妻）
- 烏丸節子飾演廣田靜子（廣田弘毅之妻）
- 小林麻子飾演松井久江（松井石根的養女）
- 吉越拓矢、吉岡天美飾演櫻花樹下的兒童
- 大木章飾演杉野軍曹
- 客串演出：稻垣清、齊藤敏胤、家田久須美、納谷勝、市川治平、永田尚武

## 工作人員
- 編劇、導演、編集、製作者、執行製作：水島總
- 製作人：井上敏治
- 攝影：末廣健治
- 照明：渡邊康
- 美術：安藤篤
- 錄音：山田均
- 副導演：川原圭敬、本間和彥、長尾學
- 音樂：風戶慎介
- 技術協力：VIDEO FOCUS
- 膠卷處理：YOKOCINE D.I.A.
- 攝影棚：綠山影視基地、日活攝影所
- 製作：櫻花頻道娛樂、World Interactive Network Systems Japan

## 外部連結
- （日語）http://www.nankinnoshinjitsu.com/ （页面存档备份，存于）
- （日語）支援網站(Supporting Website)
- （日語）製作記者会見